# خواهر بزرگتر (فیلم)
«خواهر بزرگتر» (انگلیسی: The Big Sister) یک فیلم آمریکایی است که در سال ۱۹۱۶ منتشر شد. از بازیگران آن می‌توان به مای مورای و «متی روبرت» اشاره کرد.